# Gertrudis Romaguera i Valls
Gertrudis Romaguera Valls, doña Tula, (San Felíu de Guixols, 15 de mayo de 1879 - 16 de diciembre de 1965) fue pintora y profesora en la Escuela de Artes y Oficios de San Felíu de Guixols. 

## Biografía
Hija de un banquero de San Felíu de Guixols, poseía una formación culta y también practicó la escritura. En este sentido, consta como colaboradora de la conocida revista Feminal a principios de siglo XX.
Se formó en la Escuela de Artes y Oficios de San Felíu de Guixols, donde tuvo como profesor al pintor Josep Berga y Boada.
Del 5 al 18 de abril de 1924  expuso óleos y pasteles en la sala La Pinacoteca de Barcelona.
Participó en las ediciones de 1932, 1933 y 1934 de la Exposició de Primavera que organizaba la Junta Municipal de Exposiciones de Arte de Barcelona. En la primera de ellas presentó dos óleos, Dia gris (L' Admetlla) y Voltants de Sant Feliu (Alrededores de San Felíu). Al año siguiente aportaba la obra Voltants de la Garriga (Alrededores de la Garriga) y en 1934 de nuevo dos obras: En ple juny (En pleno junio) y Masia. La Garriga. Según los catálogos de estas exposiciones, en aquel momento vivía en la Rambla Vidal, 54, de San Felíu de Guixols.
Posteriormente, se documenta su actividad artística en Gerona en 1943, cuando hizo una exposición en la Biblioteca Nacional de la ciudad, y en 1960, participando en la exposición Artistas gerundenses. También tomó parte en la V Exposición de Artistas Locales que se hizo en San Felíu de Guixols en 1959.
Entre sus alumnos de la Escuela de Artes y Oficios de San Felíu de Guixols destacan los pintores Victoria Batet y Arxer, Antoni Canadell y Josep Albertí Corominas.
Su obra se incluyó en el libro Atles paisatgístic de les terres de Girona, editado por la Diputación de Gerona en 2010.
El Museo de Historia de Sant Feliu de Guíxols conserva obra de esta artista.